# Identidad (álbum)
Identidad es el cuarto álbum del grupo peruano de rock fusión La Sarita, producido en 2012.
Se dirige a la búsqueda de una identidad nacional, proyectada a partir de la diversidad cultural peruana. Brinda una investigación musical del Perú profundo en donde La Sarita rescata tradiciones y ritmos contemporáneos pasando por rock, huayno, cumbia amazónica, andino, tex mex, reggae, hip hop, vals y otras fusiones de sonido.

## Canciones
| Lista de canciones |                                    |              |          |  |
| N.º                | Título                             | Escritor(es) | Duración |  |
| 1.                 | «El techadito»                     |              |          |  |
| 2.                 | «Imataq viday karcca»              |              |          |  |
| 3.                 | «La valenciana»                    |              |          |  |
| 4.                 | «Nokon Ashee»                      |              |          |  |
| 5.                 | «Si ti»                            |              |          |  |
| 6.                 | «Nadie conoce a esa mujer como yo» |              |          |  |
| 7.                 | «¿Qué nos pasó?»                   |              |          |  |
| 8.                 | «Identidad»                        |              |          |  |
| 9.                 | «Shipibo soy»                      |              |          |  |
| 10.                | «Danzaq no se cansa»               |              |          |  |
| 11.                | «La danza de los Gallinazos»       |              |          |  |
| 12.                | «Creo en ti»                       |              |          |  |

- Datos: Q21007238